# Hans Swarowsky
Hans Swarowsky (Budapeste, 16 de setembro de 1899 – Salzburgo, 10 de setembro de 1975) foi um maestro austríaco. Swarowsky nasceu em Budapeste, Hungria. Ele estudou arte da condução com Felix Weingartner e Richard Strauss. Seus professores incluíram Arnold Schoenberg e Anton Webern. Herbert Karajan o convidou para ser o maestro permanente da Ópera Estatal de Viena.
Ele tornou-se professor de condução no Conservatório de Viena. Alguns de seus alunos foram os maestros: Leonid Nikolaev, Claudio Abbado, Iván Fischer, Jesús López Cobos, Zubin Mehta, Miltiades Caridis, Alexander Alexeev, Giuseppe Sinopoli, Gianluigi Gelmetti e Albert Rosen.
Ele morreu em Salzburgo aos setenta e quatro anos.